# Marie-Jean-Gustave Blanc
Marie-Jean-Gustave Blanc MEP (* 6. Mai 1844 in Reugney, Frankreich; † 21. Februar 1890 in Seoul) war ein französischer Bischof der Pariser Mission.

## Leben
Blanc wurde am 22. Dezember 1866 zum Priester der Pariser Mission geweiht. Am 26. Juli 1882 wurde er von Papst Leo XIII. zum Koadjutor-Apostolischen Vikar von Korea und Titularbischof von Antigonea ernannt. Am 8. Juli 1883 spendete ihm in Nagasaki Bernard-Thadée Petitjean MEP, Apostolischer Vikar von Süd-Japan, unter Assistenz von Joseph-Marie Laucaigne MEP, Weihbischof im Apostolischen Vikariat Süd-Japan, die Bischofsweihe. Am 20. Juni 1884 folgte er Félix Clair Ridel als Apostolischer Vikar von Korea nach und starb am 21. Februar 1890.